# Elephas recki
Elephas recki és una espècie d'elefant africà extint. Amb una alçada a l'espatlla de fins a 4,5 metres, fou una de les espècies d'elefant més gran que han existit mai. Es creu que E. recki visqué arreu d'Àfrica entre fa 3,5 i fa 1 milió d'anys. L'elefant asiàtic és l'únic membre vivent del seu gènere. E. recki fou un elefant herbívor reeixit que visqué durant el Pliocè i el Plistocè fins que es veié abocat a l'extinció a causa de la competència dels membres del gènere Loxodonta, l'actual elefant africà.

## Subespècies
M. Beden identificà cinc subespècies d'Elephas recki, de la més antiga a la més recent: 
- Elephas recki brumpti Beden, 1980
- Elephas recki shungurensis Beden, 1980
- Elephas recki atavus Arambourg, 1947
- Elephas recki ileretensis Beden, 1987
- Elephas recki recki (Dietrich, 1916)